# Cobra-de-água-de-colar
A cobra-de-água-de-colar (também grafada "cobra-d'água-de-colar"), também conhecida como cobra-aquática-de-colar, (Natrix natrix) é uma cobra-de-água presente em quase toda a Europa, parte da Ásia e Norte de África.
A população ibérica é diferente e tem estatuto de espécie, reconhecida como cobra-de-água-de-colar-mediterrânica (Natrix astreptophora).
Esta cobra é uma boa nadadora.
Pode ultrapassar os 150 centímetros de comprimento total, sendo as fêmeas habitualmente maiores que os machos.
A coloração dorsal é variável, variando entre o verde-oliváceo, o acinzentado, o acastanhado ou mesmo o pardo; exibe um padrão de pequenas manchas negras irregulares, espalhadas ao longo do corpo.
Os juvenis exibem duas manchas no pescoço que formam um colar amarelado e orlado de negro, sendo esta a característica responsável pelo seu nome vulgar. Esse colar desaparece à medida que o indivíduo cresce.